# State Fair Coliseum
Lo State Fair Coliseum noto anche come Fair Park Coliseum è un impianto sportivo di Dallas. Dal 1967 al 1973 è stato la casa dei Dallas Chaparrals oggi diventati San Antonio Spurs.